# Pico Aneto
O Aneto é o pico mais alto dos Pirenéus, atingindo a altitude de 3 404 m. Faz parte do maciço da Maladeta situado na zona do vale de Benasque e é constituído por terrenos paleozoicos de natureza granítica e materiais mesozoicos que lhe servem de cobertura.
Situa-se no Parque Natural Posets-Maladeta, município de Benasque, província de Huesca, comunidade autónoma de Aragão.
Na sua face norte, a partir dos 2 810 m aproximadamente, fica o maior glaciar dos Pirenéus, com cerca de 100 hectares de superfície. Está, como muitos outros em todo o mundo, em franca regressão como consequência da mudança climática. Calcula-se que nos últimos 100 anos tenha perdido mais de metade da sua área, e que em 30 a 40 anos possa mesmo desaparecer.

## Escalada

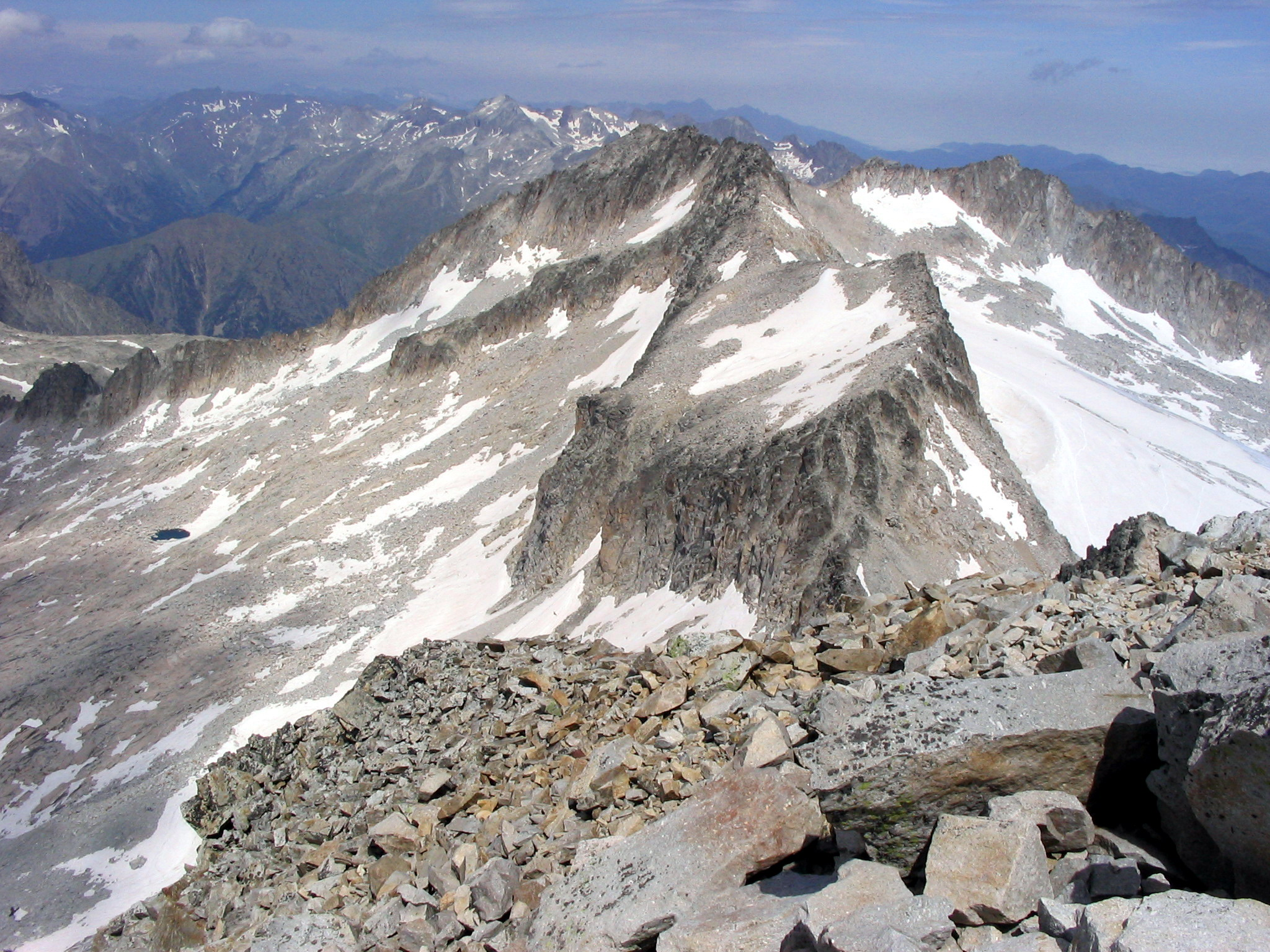
Cume do monte Aneto

Embora a maioria das rotas de subida se considerem fáceis, trata-se de um cume exigente por causa de características como o desnível a superar, a altitude e a presença do glaciar. A ascensão do Aneto excede a categoria de excursionismo ou montanhismo, e entra no âmbito do alpinismo, pelo que se requer estar familiarizado com as técnicas elementares desta disciplina antes de se pôr a caminho numa subida.
É altamente recomendável em todas as rotas e em todas as épocas do ano, dispor de botas duras de montanha, grampos, piolets, roupa de abrigo e impermeável, luvas e óculos de proteção. Nas rotas de dificuldade ou para pessoas com vertigens, aconselha-se a utilizar corda e arnês ou picareta.
Atenção especial merece a travessia do glaciar, que sempre comporta riscos e requer técnica especial. Além disso, mesmo nos melhores dias de verão produzem-se frequentes tempestades durante a tarde, pelo que convém iniciar a subida bem cedo para chegar depressa ao cume.
Este cume é um dos mais escalados da cordilheira, sobretudo no Verão. Muitos excursionistas com pouco experiência desobedecem às precauções elementares citadas, o que provoca que quase todos os anos haja a lamentar alguma vítima mortal.